# Бойник (Болгария)
Бойник (болг. Бойник) — село без постоянного населения в Болгарии. Находится в Кырджалийской области, входит в общину Крумовград.